# Abencérages
Les Abencérages ou Benserradj ou Banû Serraj/Serradj/Sarraj (ou Abencerrajes) sont une tribu maure du royaume de Grenade au XVe siècle, établie en Espagne depuis le VIIe siècle.
Elle était opposée à celle des Zégris ou Zésrites. Les querelles de ces deux factions ensanglantèrent Grenade de 1480 à 1492 et hâtèrent la chute du royaume.

## La légende

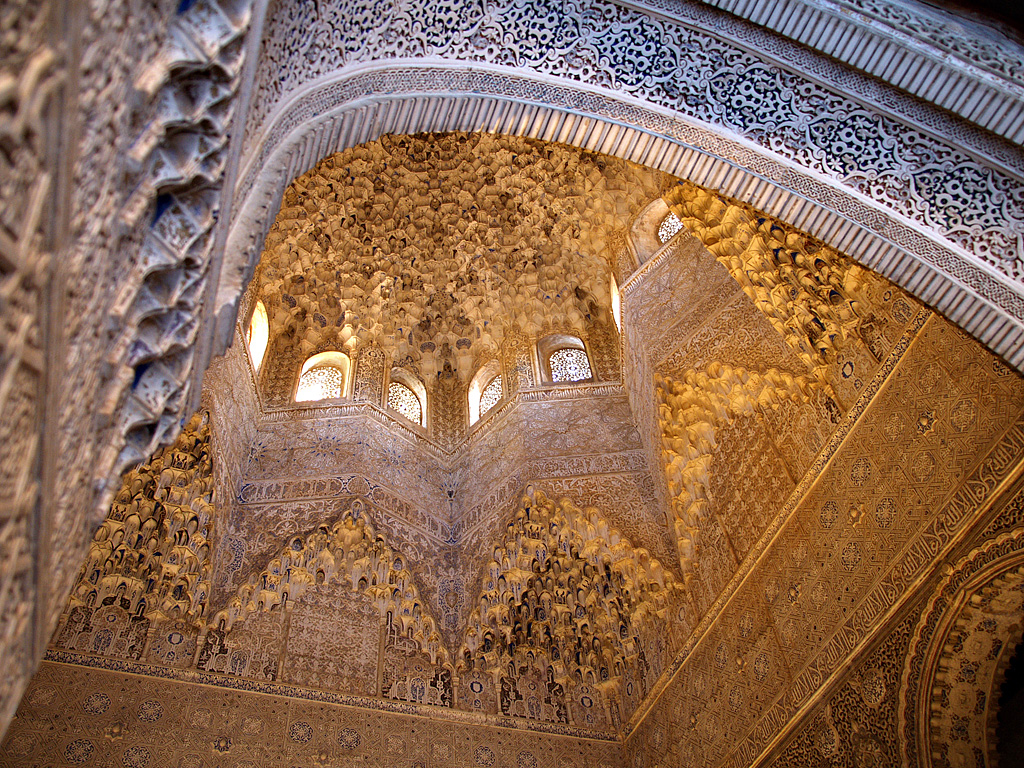
Plafond de la salle des Abencérages à l'Alhambra de Grenade.

Selon Ginés Pérez de Hita, historien de la fin du XVe siècle dont le témoignage est contesté, trente-six Abencérages auraient été exterminés par Boabdil, dernier roi arabe musulman (Nasride) de Grenade (Historia de las guerras civiles de Granada, 1604). Cette « extermination » dans un bain de sang fait l'objet d'une anecdote liée à la salle située au sud de la cour des lions dans le palais de l'Alhambra qui porte leur nom : « La fontaine d'apparat ne laissait plus couler de l'eau, mais leur sang... ». On raconte aussi qu'une relation amoureuse entre la sultane et un Abencérage aurait éveillé la colère du Sultan.
Washington Irving dans ses Contes de l'Alhambra (Tales of the Alhambra), dénie toute réalité à ce massacre des Abencérages par Boabdil.
Il semble que l'origine de cette légende vienne d'une confusion entre Mohammed XII az-Zughbî (El Chico) (mort en 1528) plus souvent appelé Boabdil et Sa`d al-Musta`în (Ciriza) (mort en 1465) qui a effectivement fait exécuter en 1462 deux des plus éminents membres de la famille. Il y a une autre confusion possible entre Mohammed XI (El Chiquito) (mort en 1455 tué par Sa`d al-Musta`în) et Boabdil (El Chico). 
Cet événement n'est pas daté par Gines Perez De Hita et le nombre des tués varie selon les sources : trente-six, selon Gines Perez De Hita, trente-sept.

## Dans la culture

### Peinture
Le Massacre des Abencérages  est une peinture de  Georges Clairin (Musée des Beaux Arts de Rouen)
Exécution sans jugement sous les rois maures de Grenade de Henri Regnault (Musée  d'Orsay)

### Littérature
François-René de Chateaubriand a publié en 1826 Les Aventures du dernier Abencerage. C'est une fiction relatant les aventures d'un survivant de la famille Abencérage après la prise de Grenade en 1492.
Jean Potocki a écrit en 1794 Manuscrit trouvé à Saragosse, œuvre majeure de la littérature française. Ce roman initiatique en récits-gigognes met en scène le clan andalou des Gomelez, branche mystique des Abencérages.
Dans le roman Mémoires de deux jeunes mariées de l’œuvre d’Honoré de Balzac La Comédie Humaine, l’auteur mentionne les origines abencérages de l’un des principaux personnages de son roman, Don Felipe Henarez, qui adresse une lettre à son frère Don Fernand : ‘La date de cette lettre vous dira, mon frère, que le chef de votre maison ne court aucun danger. Si le massacre de nos ancêtres dans la cour des Lions nous a fait malgré nous Espagnols et chrétiens, il nous a légué la prudence des Arabes ; et peut-être ai-je dû mon salut au sang d’Abencerrage qui coule encore dans mes veines.’ 

### Musique
Les Abencérages (1813) est un opéra en 3 actes de Luigi Cherubini, sur un livret d'Étienne de Jouy.